# Megaleporinus elongatus
Megaleporinus elongatus es una especie de pez characiforme de agua dulce de la familia de los anostómidos e incluida en el género Megaleporinus, cuyos integrantes suelen ser denominados comúnmente bogas, piavas o piaparas. Habita en biotopos tropicales del centro-este de América del Sur.

## Taxonomía
Holotipo y localidad tipo
El ejemplar lectotipo designado es el catalogado como: MNHN 8624; se trata de un espécimen que midió 344 mm de longitud estándar. Fue recogido por Augustin Saint-Hilaire en agosto de 1822, con localidad tipo “en el río São Francisco (Brasil)”, pero esta procedencia es errónea, sugiriéndose que en realidad habría sido recogido en el río Jequitinhonha. Se encuentra depositado en la colección de ictiología del Museo Nacional de Historia Natural de Francia (MNHN), en la ciudad de Paris, la capital de ese país.
Etimología
El nombre genérico Megaleporinus se construye con el prefijo del idioma griego mega (μέγας) que significa 'grande' y las palabras en latín lepus y leporis que significa 'conejo', en referencia a la semejanza de sus dientes con los del lagomorfo. El epíteto específico elongatus deriva de dicha palabra latina, en forma masculina, que significa ‘alargado’.
Descripción original e historia taxonómica
Megaleporinus elongatus fue descrita en el año 1850 por el zoólogo francés Achille Valenciennes, originalmente con el nombre científico de Leporinus elongatus; empleó para ello 2 ejemplares (sintipos): uno recogido por el botánico y explorador francés Augustin François César Prouvençal de Saint-Hilaire supuestamente en 1822 en el río São Francisco (MNHN 8624) y otro recogido por Alcide d'Orbigny en 1829 en el Río de la Plata, Buenos Aires (MNHN 9800).
En el año 1875, el naturalista danés Christian Frederik Lütken reportó a Leporinus elongatus de río Das Velhas y del río São Francisco. En el mismo año, el zoólogo austriaco —destacado en ictiología— Franz Steindachner, consideró a Leporinus elongatus un sinónimo más moderno de L. obtusidens (Valenciennes, 1837). De igual manera, muchos ictiólogos durante el siglo XX han considerado que existe una sola especie de este grupo de peces en el río Paraná inferior, identificándola como Leporinus obtusidens, e incluyendo como su sinónimo más moderno a L. elongatus.
En el año 1987, Jacques Géry, Volker Mahnert y Carlo Dlouhy examinaron los tipos de las 2 especies mencionadas y concluyeron que los 2 sintipos de Leporinus elongatus pertenecen a especies diferentes. Ellos designaron al sintipo presumiblemente procedente del río São Francisco (MNHN 8624) como el lectotipo de L. elongatus y demostraron que el sintipo de La Plata (MNHN 9800) era un espécimen de L. obtusidens. La localidad tipo de Leporinus elongatus, por lo tanto, está mal etiquetada; se han notificado errores similares en las localidades que figuran en las etiquetas de las colecciones efectuadas por Saint-Hilaire. A pesar de este grave problema, y en aras de la estabilidad nomenclatural, decidieron seleccionar el espécimen del río São Francisco como el lectotipo de L. elongatus ya que, si hubieran escogido el espécimen de Buenos Aires, L. elongatus habría pasado a ser un sinónimo más moderno de L. obtusidens. Sin embargo, esta elección produjo un cambio nomenclatural, Leporinus crassilabris (un nombre disponible para el taxón, el cual tenía una localidad tipo bien constituida (río Jequitinhonha) pasase a ser un sinónimo más moderno de L. elongatus.
En el año 2012 Leporinus elongatus fue confirmado como taxón válido, incluyéndolo genéricamente en Leporinus. Cuatro años después fue creado el género Megaleporinus, al cual fue transferido.
Caracterización y relaciones filogenéticas
Excepto de Megaleporinus amblyrhynchus, puede distinguirse a M. elongatus de todas las restantes especies del género Megaleporinus por tener la combinación de 3 dientes en cada premaxilar y dentario (fórmula dental 3/3) y 12 hileras de escamas alrededor del pedúnculo caudal, teniendo las otras especies fórmulas dentales 4/4, 3/4 o 4/3 y 14 a 16 hileras de escamas alrededor del pedúnculo caudal.
Ambos rasgos particulares de Megaleporinus elongatus solo son compartidos con M. amblyrhynchus, pero se la puede distinguir por exhibir 3 manchas oscuras en la línea lateral, mientras que M. amblyrhynchus presenta una franja longitudinal oscura a lo largo de dicha línea. Además, Megaleporinus elongatus también puede identificarse por contar con 36 o 37 escamas perforadas en la línea lateral, por tener 4 escamas desde el origen de la aleta dorsal hasta la línea lateral, e igual número desde la línea lateral hasta la base de la aleta pélvica.
Megaleporinus elongatus presenta una notable variación morfológica respecto a la forma de su hocico, tanto en su longitud, como en la posición de la boca y en el grosor de los labios; estas diferencias podrían relacionarse a que los individuos experimenten fuertes cambios durante el desarrollo ontogenético, a rasgos ligados con el dimorfismo sexual o a simple variación individual.

## Coloración
Los especímenes vivos de Megaleporinus elongatus presentan un color de fondo beige claro a marrón claro, dorsalmente con un tinte más oscuro; poseen la cabeza y el cuerpo con tonos plateados o bronceados en las partes dorsales y laterales, mientras que las ventrales son blancas. Las aletas son casi hialinas, con cromatóforos diminutos y dispersos, siendo las impares ligeramente más oscuras que las pares; suelen observarse tonos amarillo oscuro a naranja en las aletas. En los lados del cuerpo, sobre la línea lateral, se presentan 3 manchas oscuras, la primera debajo de la base de la aleta dorsal, la segunda por debajo del espacio entre la base de la aleta dorsal y el origen de la aleta adiposa y la tercera en la porción posterior del pedúnculo caudal.
Los ejemplares juveniles muestran 8 bandas oscuras transversales en las partes dorsal y lateral del cuerpo, algunas de ellas bifurcadas dorsalmente y que se extienden ventralmente. En especímenes más grandes estas bandas van perdiendo ligeramente el color, incluso llegan a desaparecer completamente en algunos ejemplares.

## Distribución y hábitat
Megaleporinus elongatus se distribuye de manera exclusiva en cursos fluviales de aguas tropicales del centro-este de Brasil, en los estados de Bahía y Minas Gerais, específicamente en las cuencas hidrográficas de los ríos Jequitinhonha y Pardo, ambas desaguan en el océano Atlántico. La localidad tipo atribuida al río São Francisco, es errónea, fruto de un mal etiquetado.